# نقد قوه حکم
نقد قوه حکم یا نقد سوم (به آلمانی: Kritik der Urteilskraft)، کتابی فلسفی از ایمانوئل کانت است. این کتاب را عبدالکریم رشیدیان، به فارسی، ترجمه کرده‌است.
نقد قوهٔ حکم-که به دو بخش زیبایی‌شناسی و غایت‌شناسی، قابل تقسیم است-در «سگانی» (تریلوژیِ) نقدیِ کانت، اثری است که نقش میانجی و پیونددهندهٔ دو اثر دیگر، یعنی نقد عقلِ محض و نقدِ عقلِ عملی را بر عهده دارد و گذار از فلسفهٔ نظری به فلسفهٔ اخلاق را عملی می‌کند. کانت، همان‌گونه که برای عقل محض و عقل عملی اصولی پیشین جستجو می‌کرد، برای قوهٔ حکم نیز، که قوه‌ای است مربوط به احساس لذت و الم، در جستجوی مبانی پیشین برآمد و کوشید فلسفه‌ای پیشین از ذوق برپا کند. مبنا یا اصل بنیادیِ نهفته در شالودهٔ قوهٔ حکم، غایت‌مندی طبیعت است. این غایت‌مندی به دو صورت ممکن است: یا صوری و ذهنی یا واقعی و عینی. حکم به‌غایت‌مندی صورت یک عین بدون آن‌که هیچ غایت معینی برای آن قائل شویم، حکم زیباشناختی است، و اگر غایت معینی برای آن در نظر بگیریم، حکم غایت‌شناختی است. بر همین مبنا، نقد قوهٔ حکم نیز به دو بخش اصلی تقسیم می‌شود: در بخش اول، فلسفهٔ ذوق (مبحث زیبا و والا)، و در بخش دوم، غایت‌شناسی و غایت‌شناسیِ طبیعت بررسی می‌شود، و بدین‌گونه سرانجام تأمل دربارهٔ زیبایی و نظم، زیباشناسی و غایت‌شناسی، در یک کل واحد، به‌هم پیوند می‌یابد. درک ساختار جامع فلسفهٔ نقادیِ کانت بدون درک مباحث این اثر، که به گفتهٔ کاسیرر «بیش از هر اثر دیگری عصب زمانهٔ خود را تحریک کرده‌است» میسر نیست.